# カリジニ国立公園
カリジニ国立公園（カリニジこくりつこうえん、Karijini National Park）は、オーストラリアの西オーストラリア州北西、ピルバラ地域ハマーズリー山地の中心部にある国立公園である。州都パースからおよそ 1,055キロメートル (656 mi)北方の南回帰線付近に位置する。以前は、ハマースリー山地国立公園として知られ、1991年に改名した。627,422ヘクタール (1,550,390エーカー)の面積は、西オーストラリア州内においてカーラミリー国立公園に次いで2番目の大きさがある。
カリジニ国立公園は、マランドー鉄鉱石鉱山から伸びるローブ・リバー鉄道によって南北半分に分断されている。公園から15キロメートル (9.3 mi)西には、ソロモン空港がある。

## 歴史
探検家F.T.グレゴリーの探検隊は1861年にこの地域を訪れ、グレゴリーは公園の周囲一体の山地に友人エドワード・ハマースリーの名をとってハマースリー山地と名付けた。

## 気候
公園のあるピルバラ地域の大部分はステップ気候に属する。夏は、雷雨とサイクロンが多く、毎年 250から 350mmの雨をもたらす。夏の日中の気温はしばしば40℃を超え、冬の夜には霜が降りる。

## 地質

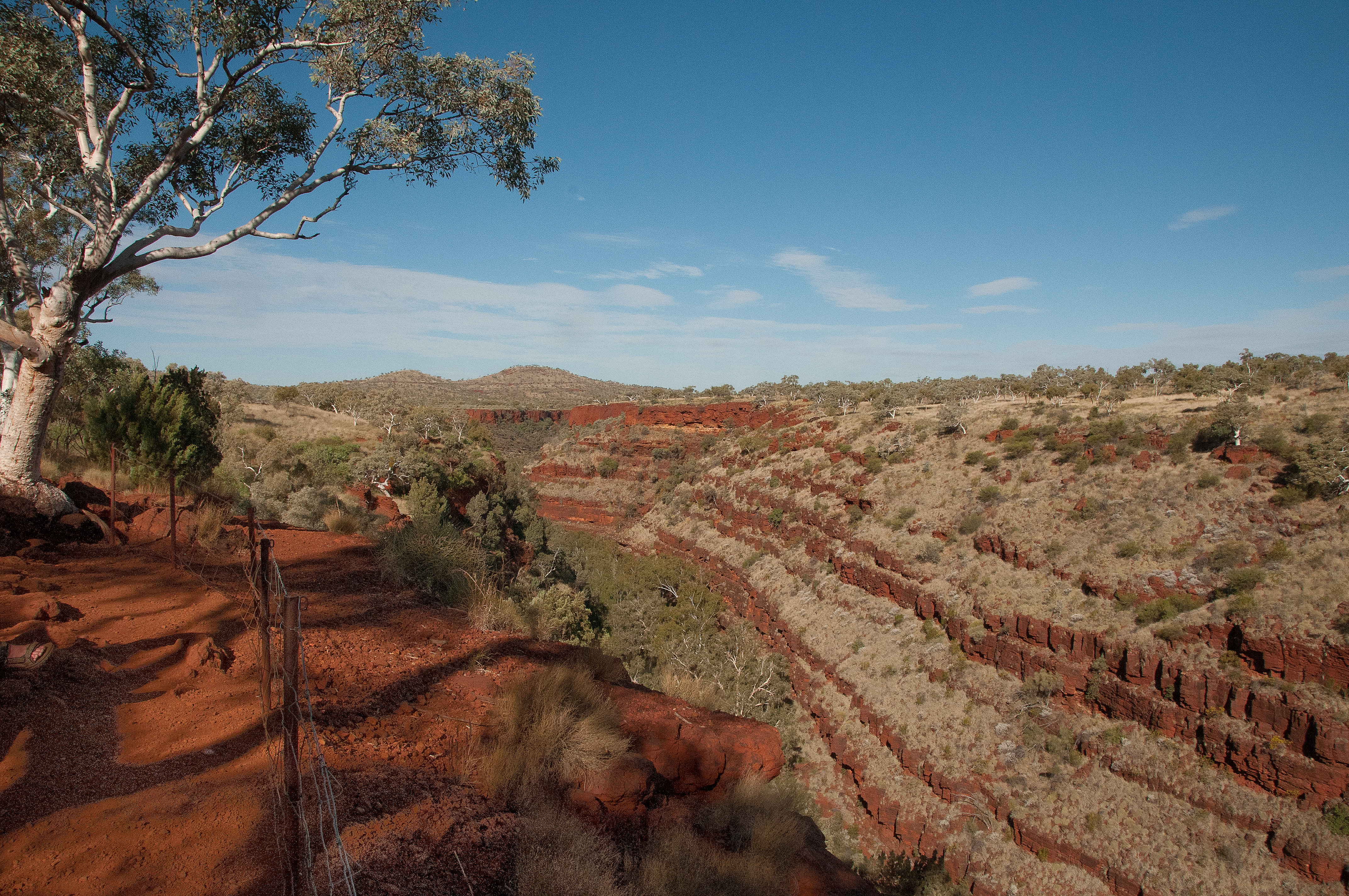
デールズ渓谷

公園より北向きに流れる、デールズ渓谷、ビー渓谷、ウィトヌーム渓谷、カラミナ渓谷、ヤンパイヤ渓谷の5つの谷は、壮大な石層の場景を見せる。
- 縞状鉄鉱床（BIF） - ブロックマン鉄鉱層[8][9]
- ドロマイト - ウィトヌームドロマイト[10][11]
- 頁岩 - マクレー山頁岩[12][13]

## 特徴
公園内では、スロット峡谷を含む多くの谷で滝が見られ、滝壺などの谷底の冷たい水溜りで訪問客が時々泳いでいる。
公園の北境界線付近にあるヤンパイヤ渓谷とウィトヌーム渓谷周辺のいくつかの岩石にはアスベストが含まれているため、完全に開放されていた以前の時期には、訪問客は散策する際に十分な注意を働かせるように警告されていた。

## 生態
公園には、アカカンガルー、ワラルー、ハリモグラ、ヤモリ、オオトカゲ、コウモリ、アシナシトカゲ、多種多様な鳥類、ニシキヘビを含むヘビ類などの野生生物が生息する。

## ギャラリー

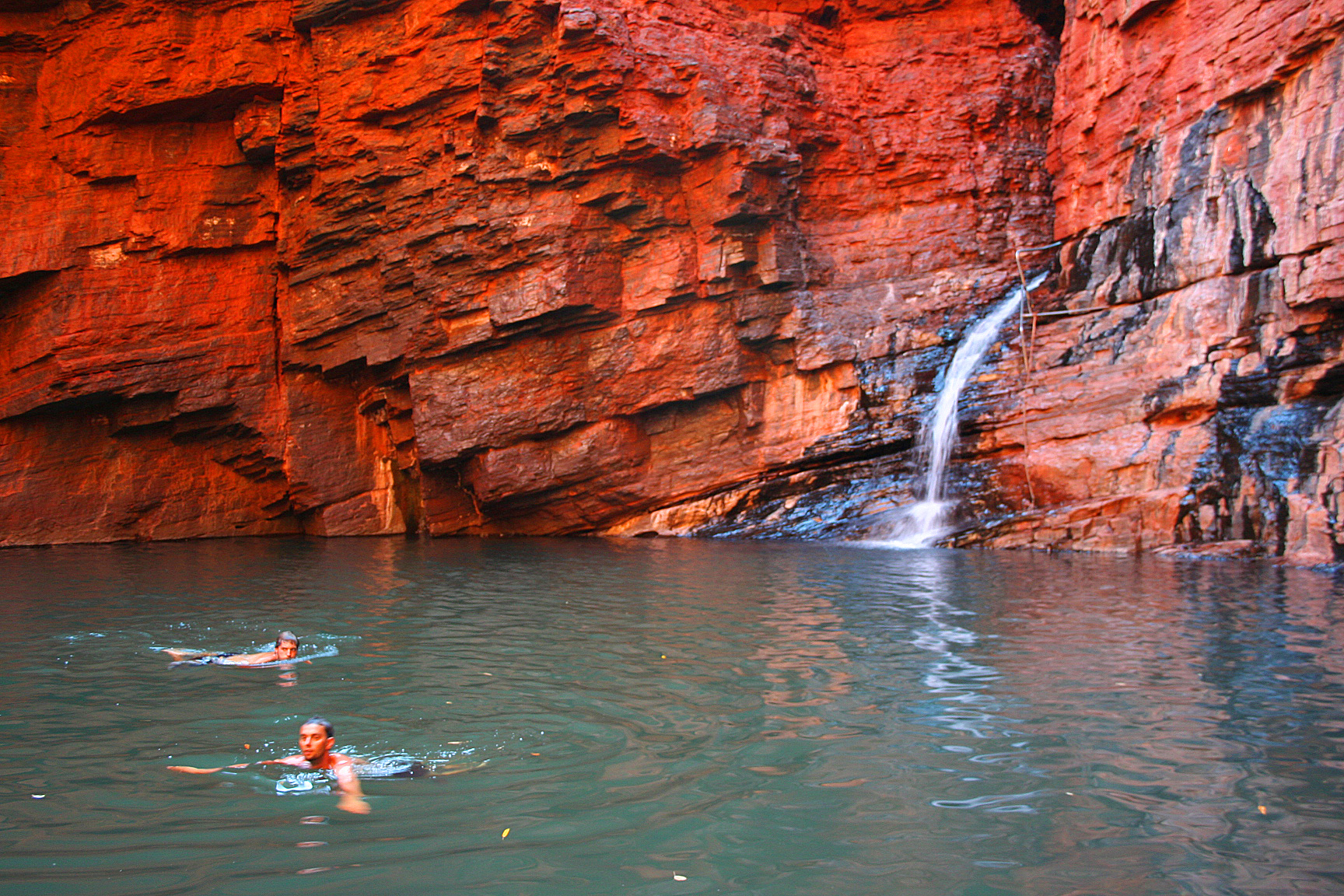
ウェアノ渓谷のハンドレール・プール
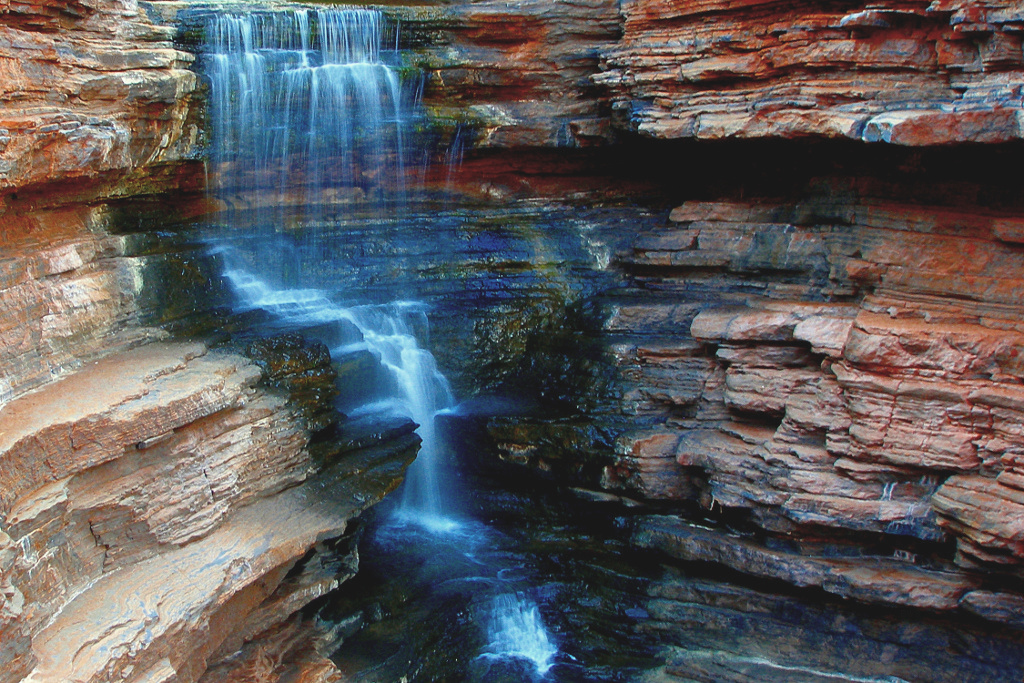
ジョフル渓谷の滝
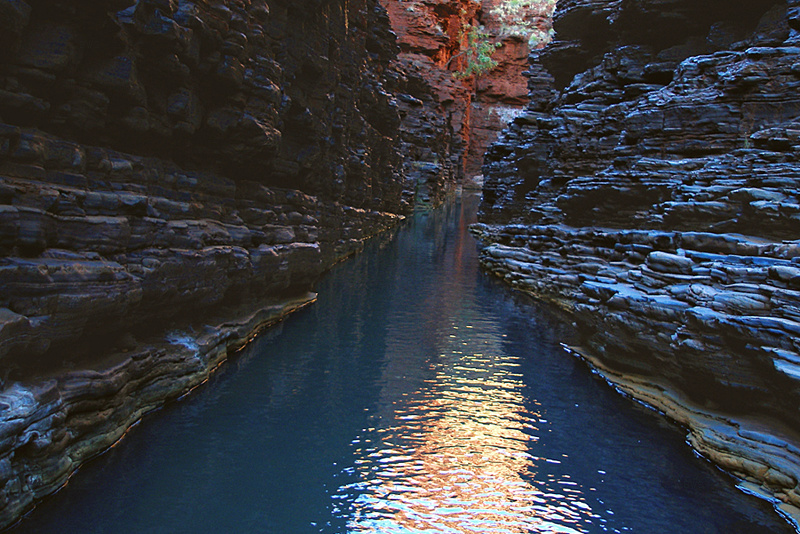
ハンコック渓谷
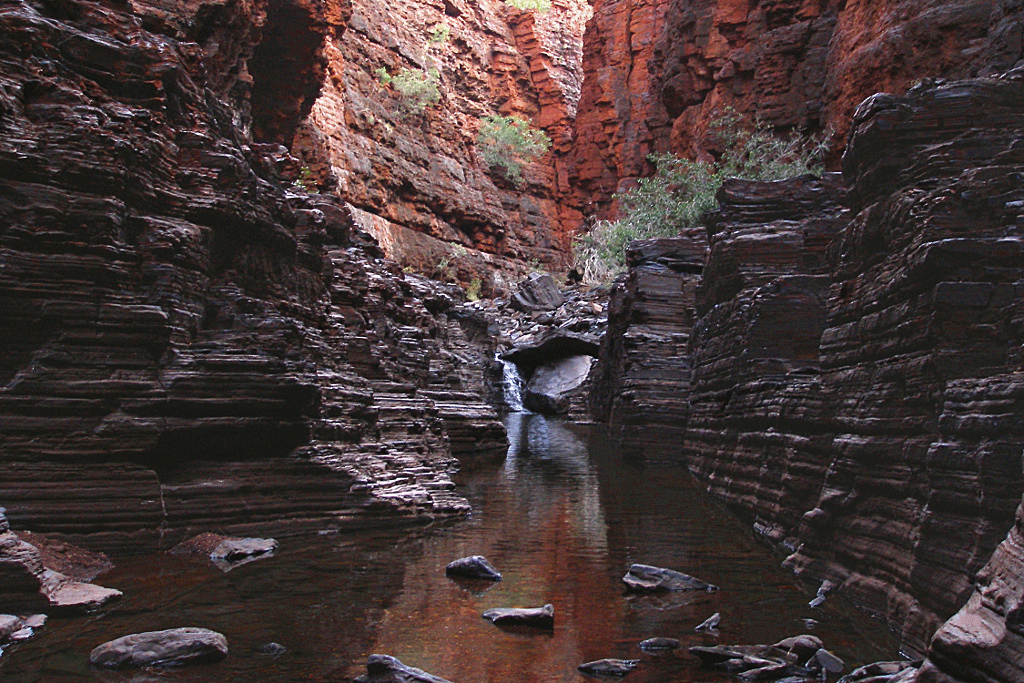
ノックス渓谷
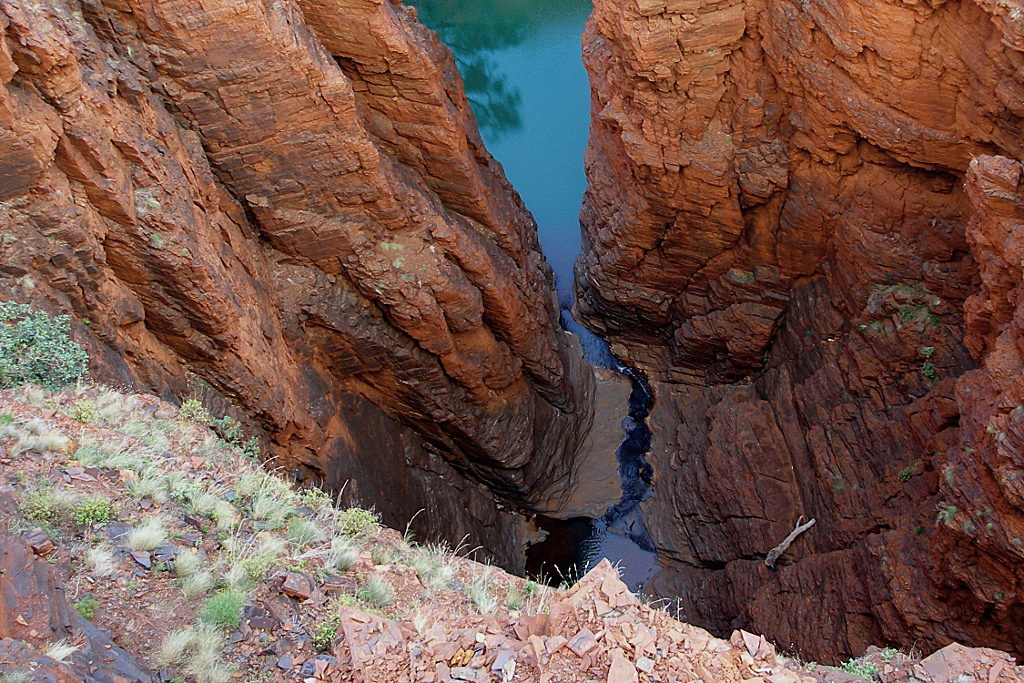
オクサー見晴台
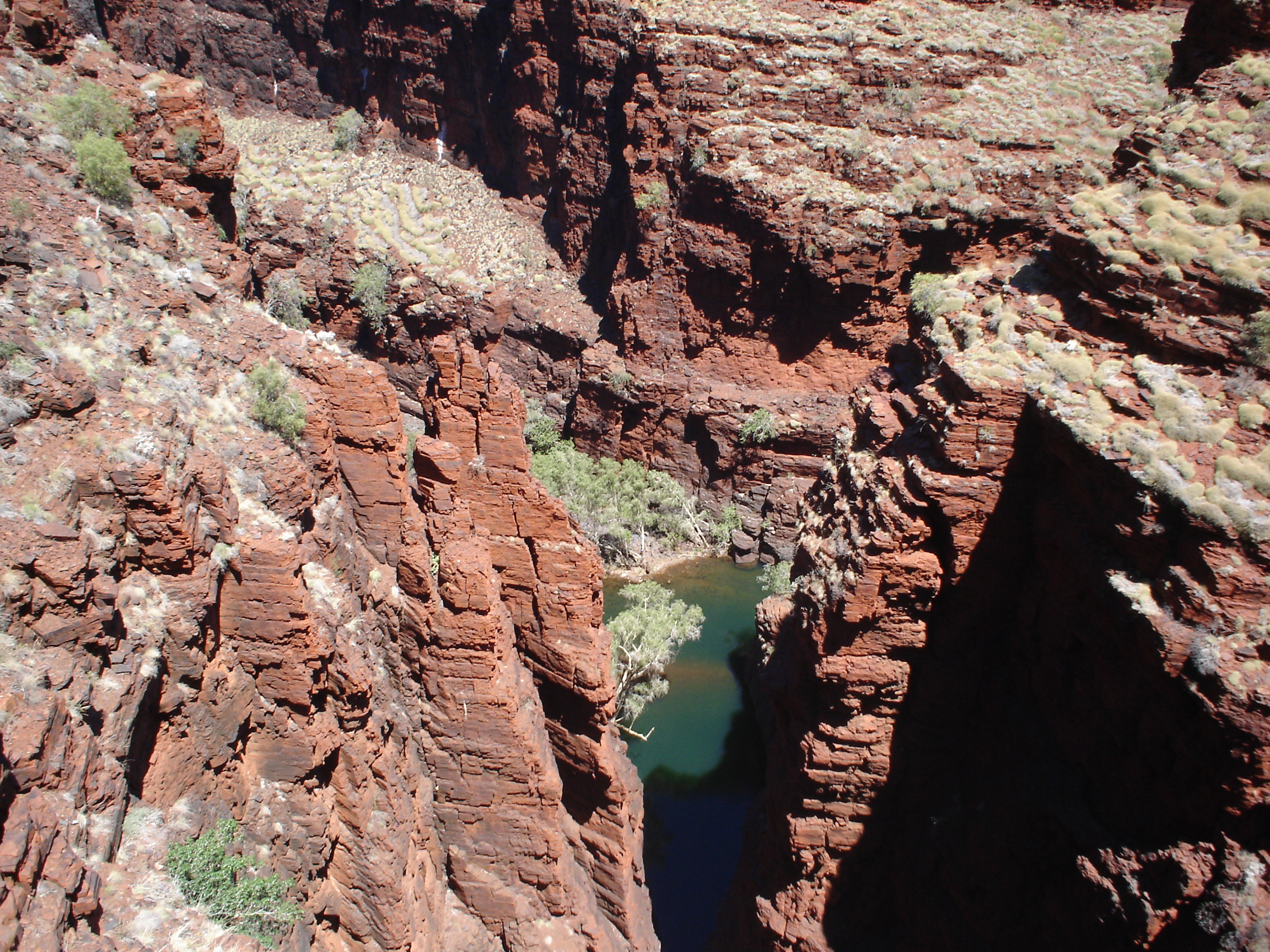
オクサー見晴台からレッド渓谷を望む